# 다비트 모라베츠
다비트 모라베츠(체코어: David Moravec, 1973년 3월 24일 ~ )는 체코의 아이스하키 선수로 포지션은 레프트윙이다.